# Pidgey
Pidgey (japanski: ポッポ Poppo) jedan je od 1025 fiktivnih vrsta Pokémona iz medijske franšize Pokémon, skupa Pokémon videoigara, animiranih serija, manga stripova, knjiga, igraćih karata i drugih medija kojima je tvorac Satoshi Tajiri. Svrha je Pidgeyja u videoigrama, animiranoj seriji i manga stripovima, kao i svrha ostalih Pokémona, borba s divljim Pokémonima – neukroćenim stvorenjima koje igrači i likovi pronalaze dok kreću na razne avanture – i pripitomljenim Pokémonima drugih Pokémon trenera.

## Etimologijaimena
Ime 'Pidgey dobiveno je kraćenjem engleske riječi "pigeon" = golub (sličan način imenovanja dijeli sa Starlyjem), iako je također moguća kombinacija riječi "pigeon" i "pudgy" = punašan. 
U prvotnoj engleskoj beta verziji igara Pokémon Red i Blue, njegovo je ime glasilo Pidge. Njegovo japansko ime, Poppo, onomatopeja je gugutanja golubova. 

## Pokédex podaci
- Pokémon Red/Blue: Čest primjer u šumama. Zamahuje krilima tik uz tlo kako bi podignuo zasljepljujuću prašinu.
- Pokémon Yellow: Veoma umiljat. Ako je napadnut, podignut će prašinu zamahujući krilima umjesto da napadne.
- Pokémon Gold: Obično se krije u visokoj travi. Kako se ne voli boriti, brani se zamahujući krilima, podižući zasljepljujuću prašinu.
- Pokémon Silver: Čest primjer u travnatim područjima i šumama, veoma je poučljiv i otjerat će neprijatelje zamahujući krilima i podižući prašinu.
- Pokémon Crystal: Hitro zamahuje krilima dok je u travi, podižući prašinu koja tjera njegov plijen na vidjelo.
- Pokémon Ruby/Sapphire: Pidgey ima izvanredan smisao za smjer. Sposoban je nepogrešivo pronaći put natrag k gnijezdu, nebitno koliko je daleko udaljen od poznatog okružja.
- Pokémon Emerald: Posjeduje iznimno oštar smisao za smjer. Sposoban je vratiti se natrag u gnijezdo bez obzira koliko je udaljen od poznatog okružja.
- Pokémon FireRed: Ne voli se boriti. Skriva se u visokoj travi, u potrazi za hranom poput manjih kukaca.
- Pokémon LeafGreen: Čest primjer u šumama. Zamahuje krilima tik uz tlo kako bi podignuo zasljepljujuću prašinu.
- Pokémon Diamond/Pearl/Platinum: Umiljat je i izbjegava borbe. Ako je ometan, žustro će uzvratiti.

## U videoigrama
Pidgey se pojavljuje u igrama Pokémon Red i Blue, Pokémon Yellow, Pokémon Gold i Silver, Pokémon Crystal te Pokémon FireRed i LeafGreen u Kanto i Johto regijama, te je jedan od prvih Pokémona koje igrač može susresti. U tom pogedu, kao i pogledu statistika, Pidgey je sličan Pokémon pticama koje su dostupne u samim počecima Pokémon igara poput Spearowa Hoothoota, Taillowa, Wingulla i Starlyja.
Razvija se u Pidgeotta na 18. razini, a zatim u Pidgeota na 36. razini.

## Tehnike
| Prirodne tehnike                | Prirodne tehnike | Prirodne tehnike |
| ------------------------------- | ---------------- | ---------------- |
| Tehnika                         | Vrsta tehnike    | Razina           |
| Obaranje (Tackle)               | Normalni         |                  |
| Napad pijeskom (Sand-attack)    | Zemljani         | 5                |
| Zamah (Gust)                    | Leteći           | 9                |
| Brzi napad (Quick Attack)       | Normalni         | 13               |
| Vihor (Whirlwind)               | Leteći           | 17               |
| Tornado (Twister)               | Zmaj             | 21               |
| Pernati ples (Featherdance)     | Leteći           | 25               |
| Okretnost (Agility)             | Psihički         | 29               |
| Napad krilima (Wing Attack)     | Leteći           | 33               |
| Lijeganje (Roost)               | Leteći           | 37               |
| Prijateljski vjetar (Tailwind)  | Leteći           | 41               |
| Zrcalno kretanje (Mirror Move)  | Leteći           | 45               |
| Zračno razrezivanje (Air Slash) | Leteći           | 49               |

## Statistike
| HP:      | 40 |  |
| Attack:  | 45 |  |
| Defense: | 40 |  |
| Special: | 35 |  |
| SpAtk:   | 35 |  |
| SpDef:   | 35 |  |
| Speed:   | 56 |  |

Statistika Special korištena je samo tijekom prve generacije; kasnije je podijeljenja na Special Attack i Special Defense statistike.

## U animiranoj seriji
Pidgey je upoznat već u prvoj epizodi Pokémon animirane serije, te ga Ash neuspješno pokušava uhvatiti; ipak, dvije epizode kasnije uspijeva uhvatiti njegov razvijeni oblik, Pidgeotta. 
Čest je primjer u animiranoj seriji, i mnogi mladi treneri obično imaju jednog u svome timu. Pidgeyje se ponekad koristi kao pismonoše (što je viđeno u epizodi "Carrying On"). U epizodi "Fly Me to the Moon", Pidgey imena Orville (nazvan prema jednom od braće Wright) sanja o letu iznad zvijezda, te uspijeva dostići gornji dio atmosfere.